# Operazione Bluecoat
L'operazione Bluecoat (in italiano giacca blu) fu un'operazione britannica eseguita durante la battaglia di Normandia, tra il 30 luglio e il 7 agosto 1944, in contemporanea con la grande operazione Cobra sferrata dagli americani nel settore occidentale della testa di ponte. Nonostante molti insuccessi e pesanti perdite, le forze britanniche riuscirono durante l'operazione Bluecoat ad impegnare per alcuni giorni decisivi preziose formazioni corazzate tedesche che in questo modo non poterono intervenire per contrastare l'avanzata americana. Dal punto di vista tattico tuttavia l'offensiva britannica non raggiunse i suoi obiettivi e il generale Bernard Montgomery dovette pianificare ulteriori attacchi per guadagnare terreno a sud di Caen.

## Antefatti
Dopo l'insuccesso alleato nella operazione Goodwood, i Panzer tedeschi furono posizionati nell'area di Caen per far fronte alle truppe anglo-canadesi. Il 25 luglio millecinquecento bombardieri dell'8th Air Force statunitense sganciarono tremilaquattrocento tonnellate di bombe nell'area a ovest di Saint-Lô, colpendo la Panzer-Lehr-Division, il 3º Reggimento Fallschirmjäger e la 275ª Divisione di Fanteria tedesca. In seguito al bombardamento il generale Bradley diede inizio all'operazione Cobra, durante la quale gli americani trovarono una debole resistenza.

## Piano di battaglia
A seguito dell'operazione Cobra, lanciata dagli americani a ovest, l'operazione Bluecoat era necessaria per continuare a mantenere la pressione sui tedeschi, permettendo agli americani di continuare con le loro manovre pressoché indisturbati. Al generale Dempsey fu ordinato di conquistare la piana a sud di Caumont-sur-Orne e Villers-Bocage, di fronte al Mont Pinçon. Il successo sarebbe avvenuto solamente se l'11º Corazzato avesse aperto un varco nelle linee tedesche, attraversato il Bull Bridge (Ponte Toro) e si fosse avvicinato a Vire, un paese cruciale per le difese tedesche dell'area. Le truppe britanniche impiegate nell'operazione erano parte dell'VIII e del XXX Corpo d'Armata, rispettivamente con l'11º Corazzato, la Divisione Corazzata della Guardia, la 15ª Divisione di Fanteria "Scottish" e con la 7ª Divisione Corazzata, la 43ª Divisione di Fanteria "Wessex" e la 50ª Divisione di Fanteria "Northumbrian". L'obiettivo del VIII Corpo erano Saint-Martin-des-Besaces, la foresta L'Eveque, Le Bény-Bocage e Vire mentre gli obiettivi del XXX Corpo erano Villers-Bocage, Aunay-sur-Odon e infine il Mont Pinçon.

## Terreno di battaglia
Il terreno iniziale che il VIII Corpo attraversò era il bocage ovvero campi coltivati separati da fitte siepi. I campi erano di svariate dimensioni, rialzati rispetto alla strada che separava l'uno dall'altro, la quale aveva sponde di terra in entrambi i lati. Su tali sponde erano fatti crescere delle fitte siepi molto alte. Vi erano inoltre file di viali alberati, fattorie isolate e piccoli paesini intervallati da gruppi di alberi. La densità della vegetazione rese difficile il movimento delle truppe e praticamente impossibile per i veicoli.

## Offensiva

### Avanzata iniziale
L'operazione fu lanciata all'alba del 30 luglio ma l'area d'attacco era pesantemente minata, così durante la notte i Royal Engineers (genio militare britannico) si occuparono di ripulire e marcare delle vie attraverso i campi minati. Alle 06:00 la 50ª Divisione "Northumbrian" attaccò dal fianco sinistro britannico mentre, due ore dopo, la 43ª Divisione "Wessex" attaccò sul fianco destro. Un'ora prima, alle 07:00, la 15ª Divisione, supportata dai carri Churchill della 29ª Brigata Corazzata cominciò l'attacco, incontrando inizialmente una dura resistenza tedesca ma che non impedì all'avanzata di continuare. Alcuni carri finirono in un campo minato, dove sette di essi furono distrutti, e piccole unità di fanteria anticarro tedesche colpirono altri carri britannici. Il movimento stesso dei carri alleati nel terreno irregolare fece rovesciare alcuni corazzati. La fanteria britannica della 15ª Divisione riuscì comunque, a metà pomeriggio, a raggiungere la Collina 226 e la Collina 309, strategicamente importanti per le difese tedesche e ben presto l'artiglieria tedesca bersagliò le colline causando gravi perdite. I carri tedeschi attaccarono la Collina 226, distruggendo uno squadrone di corazzati britannici e conquistando la collina (che i britannici ripresero nella notte). Credendo erroneamente di aver distrutto tutti i carri inglesi tre Jagdpanther uscirono allo scoperto verso la Collina 309, finendo però bersagliati dai Churchill rimanenti e subendo due perdite. I carri della 6ª Brigata Corazzata raggiunsero l'obiettivo principale, la Collina 309, e La Fouquerie (entrambi a pochi chilometri da Saint-Martin-des-Besaces). Sul loro fianco destro l'11ª Divisione Corazzata, nel frattempo, avanzò con relativa facilità raggiungendo Dampierre e i sobborghi di Saint-Martin-des-Besaces. Mentre i soldati si stavano preparando per la notte, ricevettero l'ordine di attaccare la pianura a ovest di St. Martin, così il mattino seguente la 15ª Divisione diede il via all'assalto.
Il 31 luglio mentre la 15ª Divisione difese la Collina 309 e la Collina 226, l'11ª Divisione Corazzata attaccò St. Martin alle 09:30 e per le 12:00 il paese era in mani britanniche, permettendo un'avanzata verso una nuova opportunità, attraversare senza resistenza il fiume Souleuvre.

### Bull Bridge e avanzata seguente
Dopo aver preso St. Martin l'avanzata continuò con l'avanguardia del tenente Dickie Powle. A nord di Canville, gli autoblindi di Powle avanzarono per 3 km nella foresta fino ad un ponte indifeso sul Souleuvre. I tedeschi lasciarono il ponte indifeso per via di un'incomprensione tra le Divisioni Paracadutiste e la 326ª Divisione di Fanteria tedesche le quali credevano che il ponte non fosse di propria responsabilità. Powle camuffò le sue unità per non farsi individuare e per due volte, alle 10:30 e alle 10:35, avvertì il comando che il ponte era indifeso. L'11ª Divisione Corazzata avanzò così attraverso la foresta e conquistò il ponte alle 14:00. Dal ponte l'VIII Corpo d'Armata cominciò l'avanzata per uscire dalla testa di ponte normanna.
All'alba del 1º agosto, due squadroni del 23º Reggimento "Hussars" avanzarono attraverso Le Beny-Bocage, nella vallata del fiume Souleuvre. La debole resistenza tedesca fu neutralizzata rapidamente. L'8º Reggimento della Brigata Fucilieri e il 3º Battaglione "Monmouthshire", supportati dai carri, continuarono l'attacco verso La Ferroniere mentre due squadroni del 3º Reggimento Reale Carri con due compagnie della King's Shropshire Light Infantry (KSLI - Fanteria Leggera Shropshire del Re) raggiunsero Catheolles. Alle 05:00 alcune unità del 2º Battaglione Corazzato Guardie Irlandesi e del 5º Battaglione Guardie Corazzate avanzarono verso il villaggio di Saint-Denis-Maisoncelles, a sud di Saint-Martin-des-Besaces. Il paese era difeso dalla 21ª Panzer-Division, dal 752º Reggimento Granatieri e dalla 326ª Divisione di Fanteria; dopo uno scontro intenso il paese fu definitivamente conquistato. Alla fine della giornata i corazzati britannici entrarono a Le Tourneur, più a sud-est. Mentre i britannici procedevano con l'avanzata, il feldmaresciallo von Kluge ordinò al II Corpo Panzer SS di rinforzare, con la 9ª Disivione Panzer-SS "Hohenstaufen" e la 10ª Divisione Panzer-SS "Frundsberg" nel settore di Caen, le linee tedesche. Alle 15:25 la divisione "Frundsberg" era in strada ma per via di ordini inconsistenti, la divisione "Hohenstaufen" non fu pronta prima delle 21:00.
Alle 02:00 del 2 agosto, la 2ª Compagnia del 3º Battaglione Guardie Irlandesi e la 10ª Compagnia del 3º Battaglione Guardie Scozzesi furono inviate a Le Tourneur per attraversare il Bull Bridge. Allo squadrone C del 2º Reggimento Cavalleria della Guardia fu ordinato di andare in ricognizione a sud, raggiungendo Presles. All'alba l'unità di ricognizione delle Guardie Corazzate cominciò la sua missione. Lo squadrone 1 si scontrò con i tedeschi vicino a Cathoelles e dovette ritirarsi; lo squadrone 2 fallì il tentativo di prendere Montamy, pesantemente difeso; lo squadrone 3 invece attraversò La Ferroniere e continuò verso Saint-Charles-de-Percy. Dopo aver attraversato il 2º Reggimento di Cavalleria, lo squadrone 3 incontrò una tenace resistenza della 9ª Panzer-Division. Lo squadrone riuscì a bypassare Saint-Charles e a proseguire verso il borgo di La Marvindière, dove si riunì con gli altri due squadroni. Seguendo le Guardie Gallesi, i Granatieri della Guardia britannici avanzarono verso Monchauvet. Alcune unità corazzate tedesche tenevano Drouet e i rilievi circostanti, sopra la valle di Catheolles. La battaglia che seguì l'incontro delle due unità fu dura ma Drouet fu finalmente conquistata dai britannici. Un seguente contrattacco tedesco costrinse i britannici a cedere una parte dei rilievi conquistati precedentemente. Il 3º Battaglione Guardie Irlandesi, dopo aver attraversato il Bull Bridge, continuò verso La Ferronière. Appena prima del tramonto il villaggio cadde in mani britanniche e i corazzati proseguirono durante la notte verso Saint-Charles ma furono fermati presso l'incrocio di La Croix Rouge.
Alle 02:45 del 3 agosto fu ordinato al 153º Reggimento Reale Artiglieria da Campo di disporre le proprie batterie a ovest di Maisoncelles per supportare l'attacco britannico che dovette far fronte alla resistenza della 9ª Divisione Panzer SS.  Nonostante il supporto dei mezzi corazzati l'artiglieria britannica fu costretta a ritirarsi. Alle 05:30 la 4ª Compagnia del 3º Reggimento Guardie Irlandesi con il supporto del 1º Battaglione Corazzato avanzarono verso Saint-Charles-de-Percy sotto il fuoco dei cecchini della 9ª Divisione tedesca. Saint-Charles però rimase in mani tedesche fino al giorno seguente. Sul colle Drouet i britannici furono bombardati per tutto il giorno dall'artiglieria tedesca del 9º Reggimento d'Artiglieria Panzer SS e dovettero resistere a diversi attacchi nemici riuscendo a mantenere le posizioni subendo però pesanti perdite. Nel frattempo il 2º Battaglione Corazzato Guardie Irlandesi e il 5º Battaglione Guardie si unirono alle Guardie Gallesi a La Marvindière, avanzando verso Le Busq e il colle vicino. A difendere l'area però vi erano le unità delle Waffen-SS che respinsero l'attacco.
Già dal 2 agosto i britannici tenevano le posizioni nei pressi di La Marvindière, ma la situazione confusa permise alla 9º Divisione Panzer SS tedesca di circondare i nemici e di cominciare l'attacco il 4 agosto. Poco lontano da Maisoncelles i tedeschi tenevano la Collina 192, dove avevano posizionato delle unità d'artiglieria. Una task force del 3º Battaglione Guardie Scozzesi assieme ad unità corazzate e anticarro fu inviata a conquistare la collina, obiettivo ottenuto senza troppe difficoltà. Dopo la ritirata tedesca dal settore della Collina Drouet, i britannici lanciarono un attacco verso Montchauvet. A sera, Montchamps e Montchauvet erano in mani alleate.
Alle 10:00 del 5 agosto, le Guardie Scozzesi sulla Collina 192, vicino a Maisoncelles, furono attaccate dai carri Panther del 9º Reggimento Panzer SS, i quali ingaggiarono un duro scontro con i britannici ma furono costretti a ritirarsi subendo gravi perdite. Successivamente, in giornata, la 9ª Divisione Panzer SS tedesca si ritirò dal settore di Maisoncelles ma mantennero il controllo del villaggio di Estry. Dopo l'attacco di Montchauvet i britannici avanzarono verso Montchamps e Saint-Charles, continuando poi verso La Marvindière, rinforzandone l'area circostante.
Alle ore 05:00 del 6 agosto il 2º Battaglione Corazzato Guardie Irlandesi e il 5º Battaglione Guardie Reali attaccarono le posizioni tedesche a Le Busq, vicino a Estry. Sotto il fuoco pesante dei mortai e delle mitragliatrici i britannici catturarono il villaggio ma i tedeschi mantennero il controllo dei rilievi vicini al villaggio stesso. L'11ª Divisione Corazzata britannica avanzò verso Chênedollé e Vire scontrandosi con la 9ª Divisione tedesca, sul fianco sinistro, e con la 10ª Divisione Panzer SS "Frundsberg", sul fianco destro. Alcune unità della 10ª Divisione erano state posizionate sulle colline attorno a Burcy da dove bombardarono con l'artiglieria i britannici finché non distrussero tutti i veicoli del Reggimento Norfolk, 3ª Divisione di Fanteria. Alle 17:00, i tedeschi erano riusciti a rompere le linee del Reggimento Reale Norfolk costringendo i britannici a ritirarsi dopo che per errore dei P-47 americani aprirono il fuoco sui britannici.

### XXX Corpo e avanzata su Mont Pinçon
Alcuni storici affermano che la battaglia del XXX Corpo sul Mont Pinçon fu una delle più dure di tutta la campagna in Normandia. Il morale della 7ª Divisione Corazzata era molto basso dato che nella precedente operazione Goodwood l'unità aveva subito gravi perdite e aveva avuto poco tempo per riorganizzarsi. Nonostante ciò la divisione cominciò, la mattina del 6 agosto, ad avanzare da Villers-Bocage fino ad Aunay-sur-Odon. La divisione avanzò attraverso i pini e i castagni ai piedi del monte, alto 1 100 metri. Nella notte tra il 6 e il 7 agosto i britannici conquistarono i boschi a meno di 2 km da La Vallée (crocevia tra Auney e Caen, e tra Villers-Bocage e Conde), diretti verso Les Trois Maries, sulla piana dietro i boschi del Mont Pinçon. La sommità del monte era molto ben difesa e i britannici riuscirono a raggiungerla solo con l'aiuto dell'artiglieria. Il 7 agosto gli squadroni corazzati della Guardia Reale avanzarono verso Les Grands Bonfaits e Le Busq. Il 2º Squadrone del 2º Battaglione Corazzato Guardie Irlandesi si trovava sulla cresta vicina quando fu attaccato da tre Panzer IV e dall'artiglieria tedesca che costrinsero i britannici ad abbandonare le posizioni. Sempre il 7 agosto i carri della 7ª Divisione Corazzata e la fanteria della Divisione "Wessex" raggiunsero la cima del monte. Alle 12:00 però già 14 carri e qualche altro veicolo erano stati distrutti. Solamente dopo il 9 agosto la cresta tra Aunay e La Vallée fu completamente in mano alleata.

## Conclusione
L'operazione Bluecoat fu molto difficoltosa e chiese un numero ingente di perdite (anche se imprecisate). Nonostante tutto, il supporto all'operazione Cobra americana e alle altre operazioni britanniche attorno a Caen fu dato. Ancora una volta i tedeschi si ritrovarono vicino al punto di rottura del loro sistema di difese e fu abbandonata ogni idea di un possibile contrattacco contro gli americani. Dopo essere avanzati senza difficoltà il primo giorno dell'operazione, il VIII Corpo incrociò una strenua resistenza tedesca che provocò pesanti perdite su entrambi i fronti. I tedeschi mantennero la linea Vire-Chênedollé-Estry fino al 13 agosto.